# Greve in Chianti
Greve in Chianti ist eine italienische Gemeinde mit 13.357 Einwohnern (Stand 31. Dezember 2023) in der Metropolitanstadt Florenz in der Region Toskana.

## Geografie

Lage von Greve in Chianti in der Metropolitanstadt Florenz

Die flächenmäßig sehr große Gemeinde erstreckt sich über etwa 169 km². Greve liegt etwa 25 Kilometer südlich der Provinz- und Regionalhauptstadt Florenz mitten im Herzen des Chianti-Gebietes (Chianti fiorentino) und ist seit dem 13. Jahrhundert eine der Hauptstädte des Chianti. Sie liegt am Fluss Greve. Im Südwesten berührt der Pesa das Gemeindegebiet, im Osten der Ema. Die Gemeinde liegt in der klimatischen Einordnung italienischer Gemeinden in der Zone E, 2 126 GG.
Der Ortskern hat rund 3800 Einwohner. Zu den Ortsteilen (ital. Frazione) zählen Strada in Chianti (größter Ortsteil, 245 m, ca. 2100 Einwohner), Cintoia (334 m, ca. 75 Einwohner), Dudda (367 m, ca. 45 Einwohner), Lucolena in Chianti (554 m, ca. 200 Einwohner), Montefioralle (ca. 80 Einwohner), Panzano in Chianti (498 m, ca. 1160 Einwohner), San Polo in Chianti (230 m, ca. 975 Einwohner), Lamole (596 m, ca. 30 Einwohner), Passo dei Pecorai (163 m, ca. 300 Einwohner), Greti (120 m, ca. 355 Einwohner), Chiocchio (286 m, ca. 560 Einwohner) und Poggio alla Croce (496 m, ca. 90 Einwohner).
Die Nachbargemeinden sind Bagno a Ripoli, Barberino Tavarnelle, Castellina in Chianti (SI), Cavriglia (AR), Figline e Incisa Valdarno, Impruneta, Radda in Chianti (SI), Rignano sull’Arno und San Casciano in Val di Pesa.

## Verkehr
Greve hat eine günstige Lage am Schnittpunkt zweier Straßen: Der Nord-Süd-Verbindung von Florenz nach Siena und der Ost-West-Verbindung zwischen dem Arnotal (Val d’Arno) und dem Elsatal (Val d’Elsa).
Zwischen 1893 und 1935 verband die dampfbetriebene Chianti-Straßenbahn den Ort mit Florenz.

## Veranstaltungen und Sehenswürdigkeiten
Jeweils Mitte September findet auf der Piazza Matteotti eine Weinmesse mit der Vorstellung des neuen Chianti statt (Rassegna del Chianti Classico). Die Piazza Matteotti ist dreieckig und von Arkaden umgeben, in denen man Geschäfte und Cafés bzw. Restaurants findet. Greve in Chianti ist Mitglied der Cittàslow, einer 1999 in Italien gegründeten Bewegung zur Entschleunigung und Erhöhung der Lebensqualität in Städten.
Hauptsächlich bestimmt die Weinerzeugung und Olivenölproduktion die heimische Industrie. Daneben gibt es viele kleine Handwerksbetriebe, die teilweise noch in traditioneller Weise arbeiten.

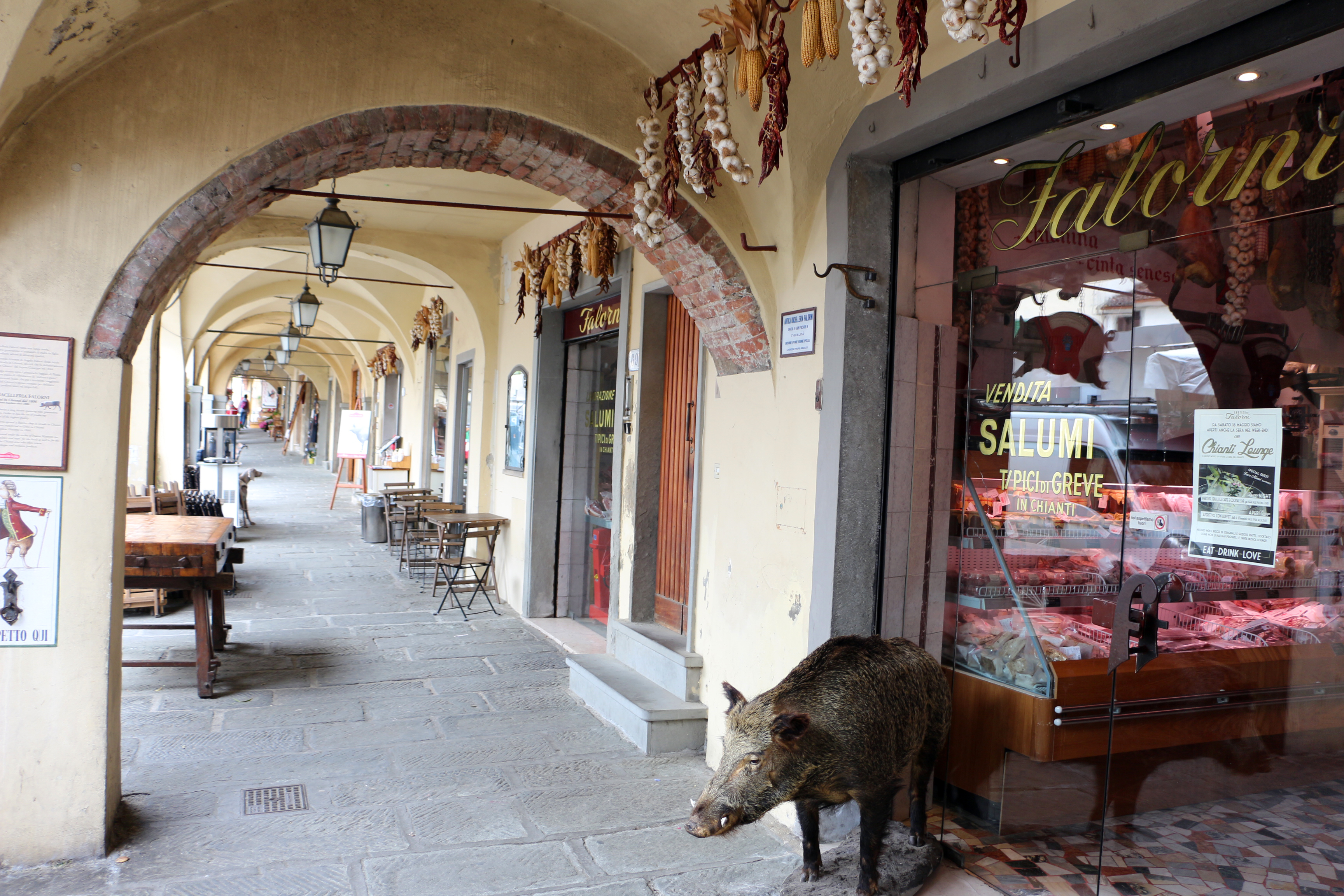
Laubengang an der Piazza Matteotti
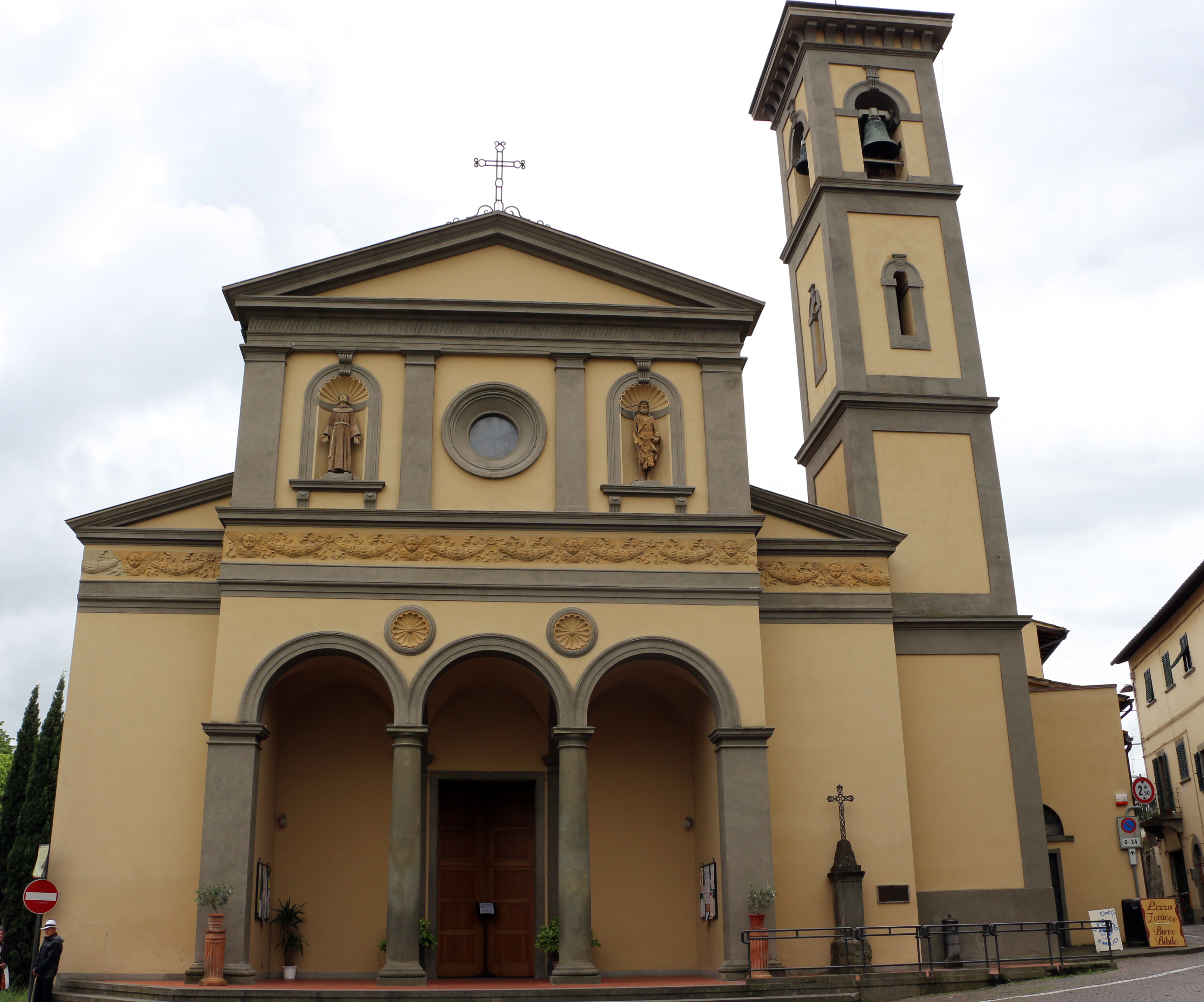
Die Kirche Propositura di Santa Croce
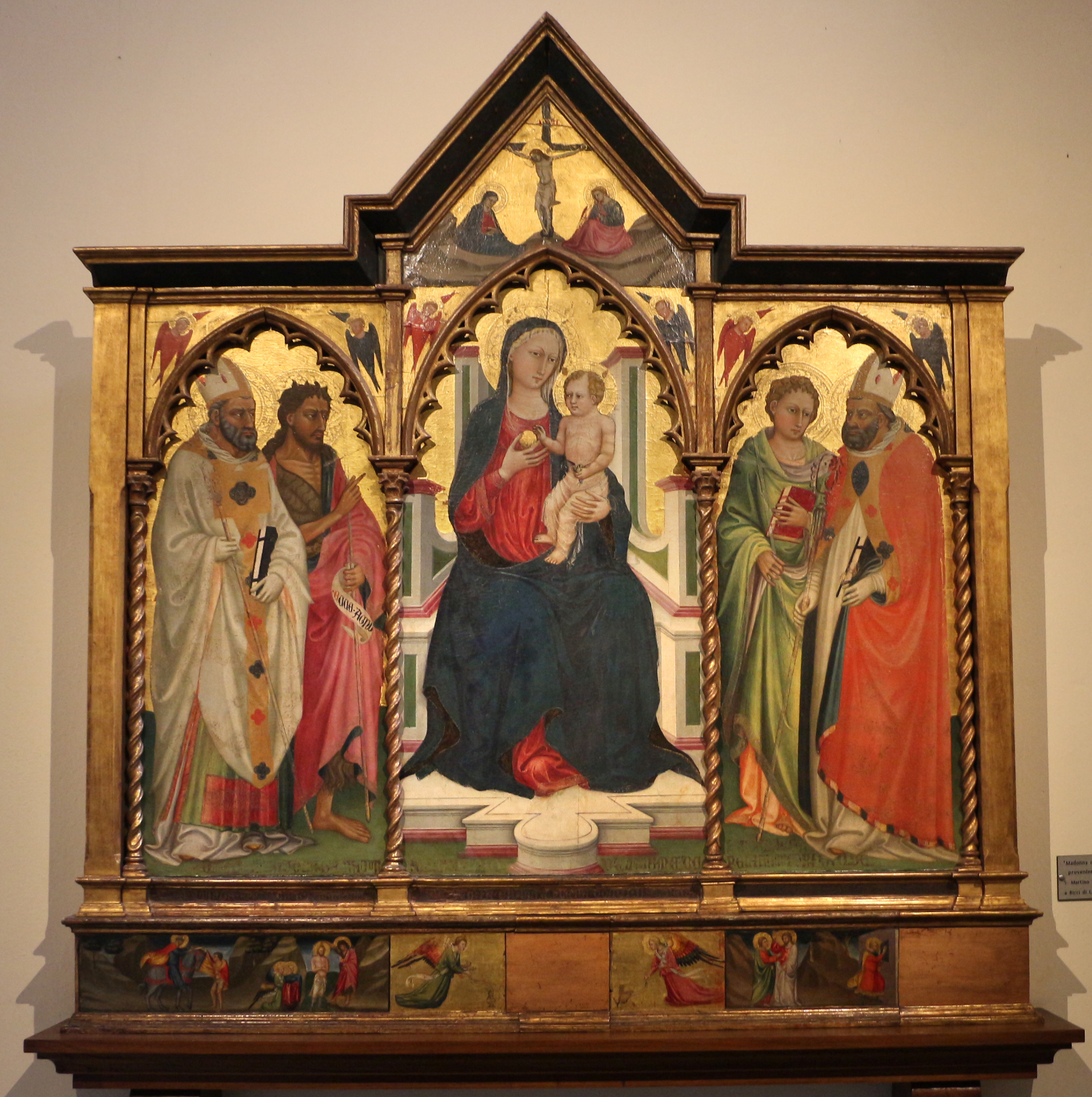
Madonna e Santi  von Bicci di Lorenzo in der Propositura
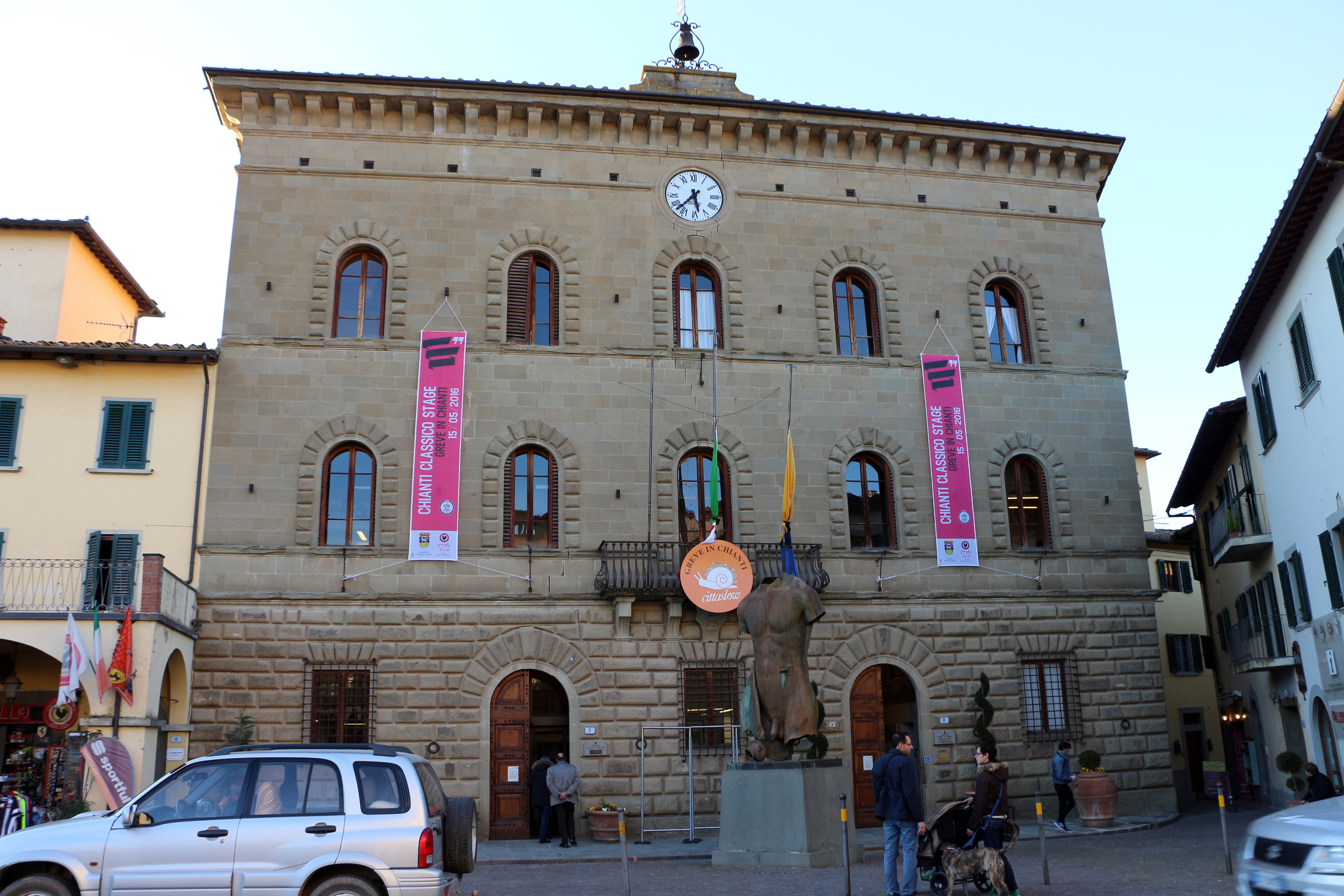
Das Rathaus
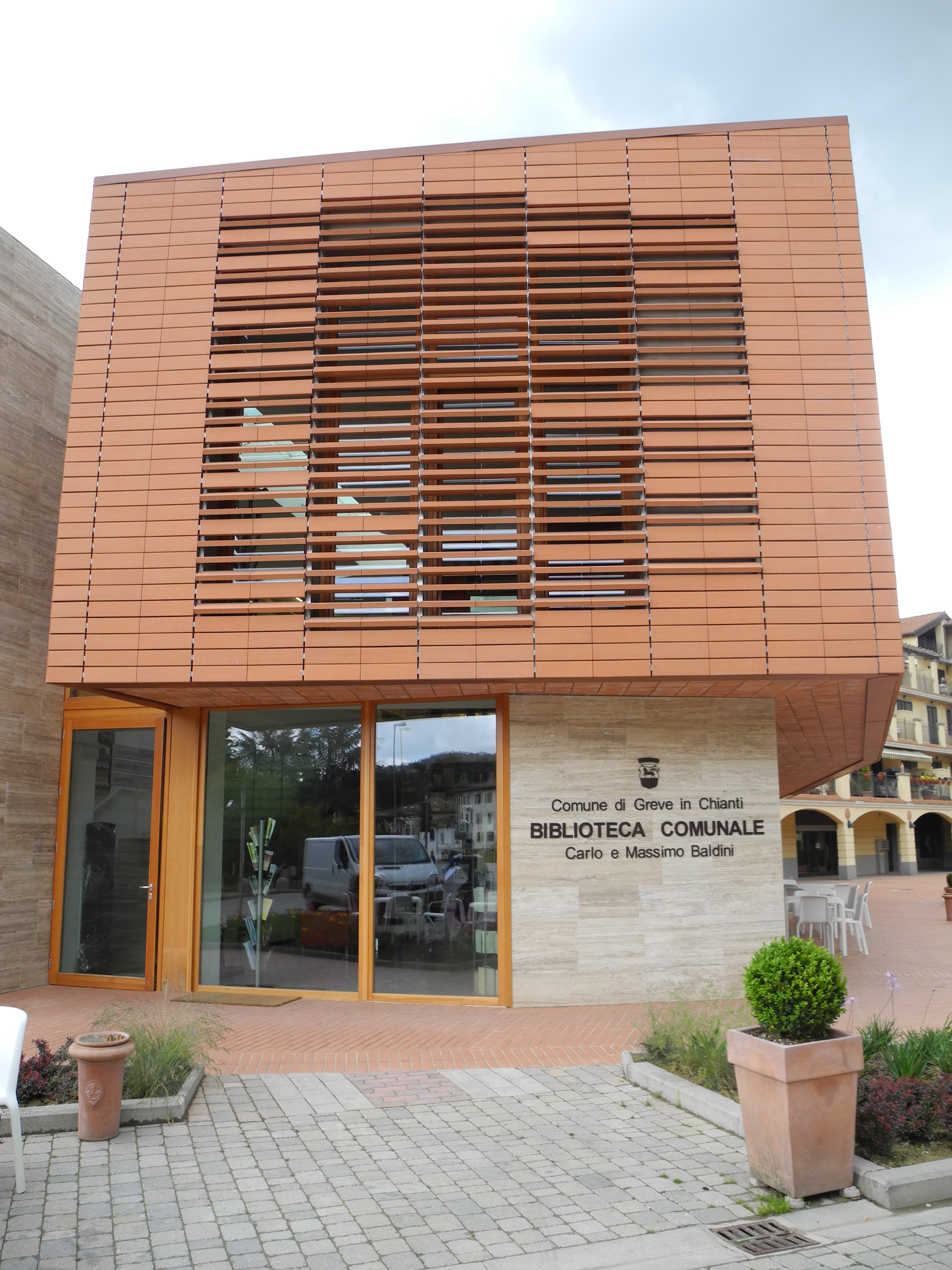
Die Bibliothek
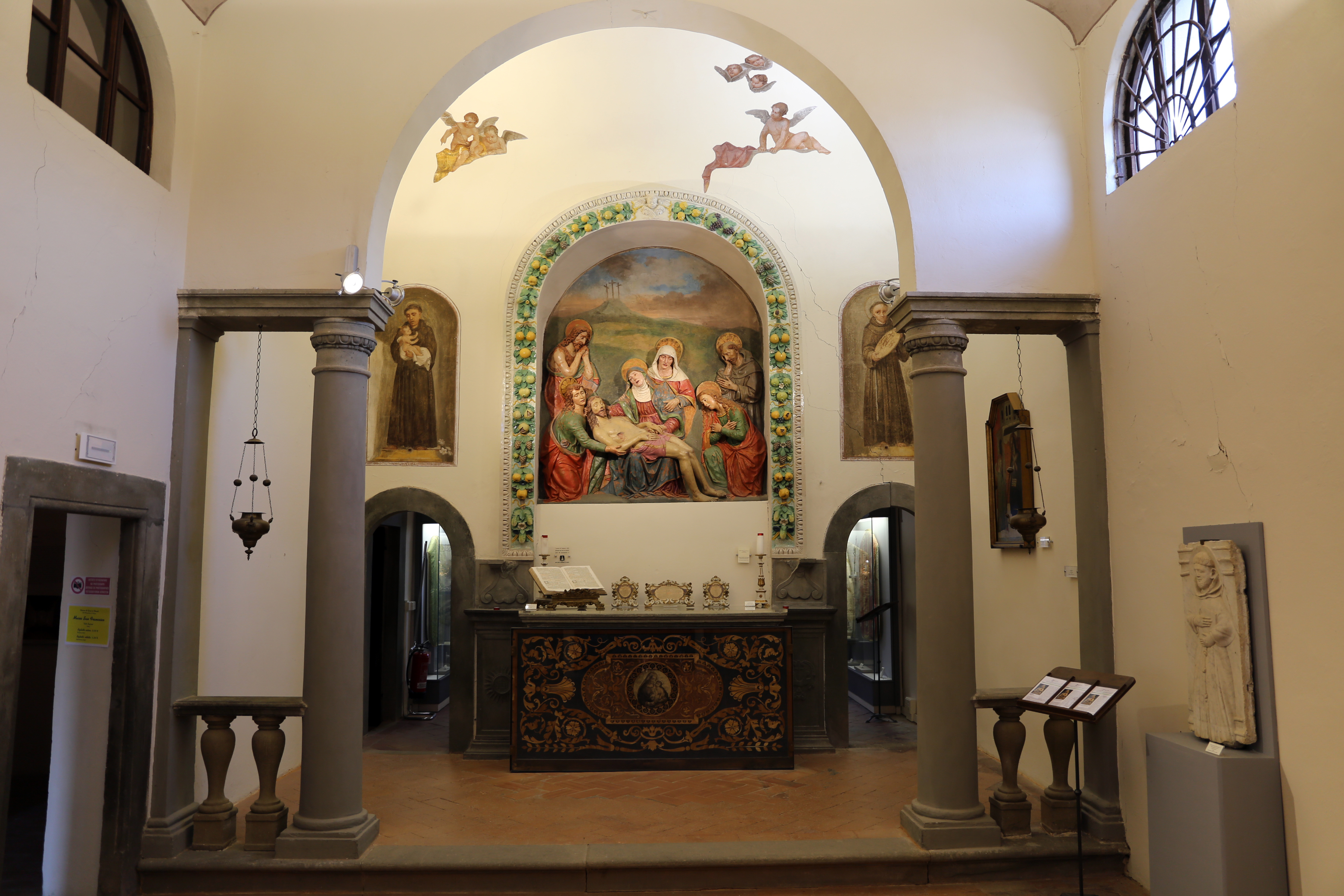
Museo di San Francesco (Museum für sakrale Kunst)

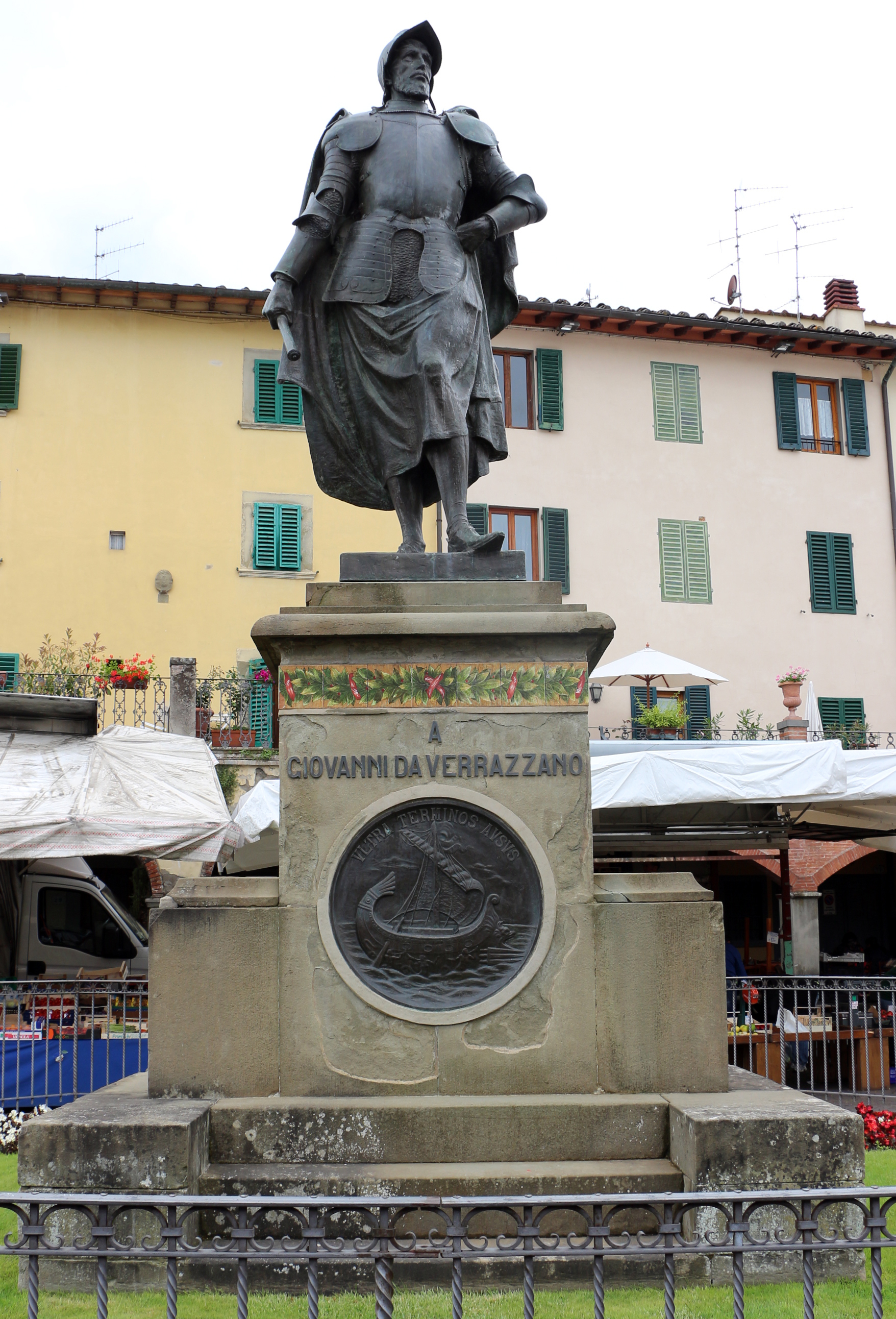
Denkmal für Giovanni da Verrazzano auf der Piazza Matteotti

## Partnergemeinden
- Greves Partnergemeinde in Deutschland ist Veitshöchheim.

## Söhne und Töchter der Gemeinde
- Giovanni da Verrazzano (1485–1528), Seefahrer und Entdecker
- Spartaco Dini (1943–2019), Automobilrennfahrer
- Aleandro Baldi (* 1959), Sänger